# Тур ATP 1995
Тур ATP 1995 — елітний світовий тур тенісистів професіоналів, що проводиться Асоціацією тенісистів професіоналів (ATP) з січня до листопада 1995 року. Тур включав чотири турніри Великого шлему (організовані ITF), Фінал ATP, ATP Super 9, ATP International Series Gold, ATP International Series, ATP World Team Cup, Кубок Девіса та Кубок Великого шлему (організовані ITF).

## Розклад турнірів
Легенда
| Турнір Великого Шолому       |
| ATP Tour World Championships |
| ATP Super 9                  |
| ATP Championship Series      |
| ATP World Series             |
| Командні змагання            |

### Січень
| Тиждень           | Турнір | Чемпіони | Фіналісти                                                                                                  | Півфіналісти                   | Чвертьфіналісти                                                |
| ----------------- | --- | --- | --- | ------------------------------ | -------------------------------------------------------------- |
| 2 січня           | Hopman Cup Перт, Австралія ITF Mixed Team Championships Тверде (i) – 8 teams (RR) | Німеччина · 3–0 | Україна | Чехія · Франція                | Італія · Австралія · ПАР · Нідерланди                          |
| 2 січня           | Australian Men's Hardcourt Championships Аделаїда, Австралія ATP World Series Тверде – $303,000 – 32S/16D Одиночний розряд – Парний розряд | Джим Кур'є 6–2, 7–5 | Арно Боеч                                                                                                  | Марк Вудфорд Ріхард Крайчек    | Євген Кафельников Томас Енквіст Патрік Рафтер Гендрік Дрекманн |
| 2 січня           | Australian Men's Hardcourt Championships Аделаїда, Австралія ATP World Series Тверде – $303,000 – 32S/16D Одиночний розряд – Парний розряд | Джим Кур'є Патрік Рафтер 7–6, 6–4 | Байрон Блек Грант Коннелл                                                                                  | Марк Вудфорд Ріхард Крайчек    | Євген Кафельников Томас Енквіст Патрік Рафтер Гендрік Дрекманн |
| 2 січня           | Qatar ExxonMobil Open Доха, Катар ATP World Series Тверде – $600,000 – 32S/16D Одиночний розряд – Парний розряд | Стефан Едберг 7–6(7–4), 6–1 | Магнус Ларссон                                                                                             | Анрі Леконт Міхаель Штіх       | Карім Аламі Хав'єр Санчес Маркус Цюкке Ян Сімерінк             |
| 2 січня           | Qatar ExxonMobil Open Доха, Катар ATP World Series Тверде – $600,000 – 32S/16D Одиночний розряд – Парний розряд | Стефан Едберг Магнус Ларссон 7–6, 6–2 | Андрій Ольховський Ян Сімерінк                                                                             | Анрі Леконт Міхаель Штіх       | Карім Аламі Хав'єр Санчес Маркус Цюкке Ян Сімерінк             |
| 9 січня           | Indonesia Open Джакарта, Індонезія ATP World Series Тверде – $303,000 – 32S/16D Одиночний розряд – Парний розряд | Паул Гаргейс 7–5, 7–5 | Радомир Вашек                                                                                              | Роналд Ейдженор Кеннет Карлсен | Гійом Рау Марк Петчі Гільберт Шаллер Грег Руседскі             |
| 9 січня           | Indonesia Open Джакарта, Індонезія ATP World Series Тверде – $303,000 – 32S/16D Одиночний розряд – Парний розряд | Девід Адамс Андрій Ольховський 7–5, 6–3 | Роналд Ейдженор Мацуока Сюдзо                                                                              | Роналд Ейдженор Кеннет Карлсен | Гійом Рау Марк Петчі Гільберт Шаллер Грег Руседскі             |
| 9 січня           | Peters International Сідней, Австралія ATP World Series Тверде – $303,000 – 32S/16D Одиночний розряд – Парний розряд | Патрік Макінрой 6–2, 7–6(7–4) | Річард Фромберг                                                                                            | Ренцо Фурлан Андреа Гауденці   | Марк Вудфорд Джеймі Морґан Ріхард Крайчек Майкл Теббутт        |
| 9 січня           | Peters International Сідней, Австралія ATP World Series Тверде – $303,000 – 32S/16D Одиночний розряд – Парний розряд | Тодд Вудбрідж Марк Вудфорд 7–6, 6–4 | Тревор Кронеманн Девід Макферсон                                                                           | Ренцо Фурлан Андреа Гауденці   | Марк Вудфорд Джеймі Морґан Ріхард Крайчек Майкл Теббутт        |
| 9 січня           | Benson and Hedges Open Окленд (Нова Зеландія), Нова Зеландія ATP World Series Тверде – $303,000 – 32S/16D Одиночний розряд – Парний розряд | Томас Енквіст 6–2, 6–1 | Чак Адамс                                                                                                  | Вінс Спейдія Олександр Волков  | Ян Сімерінк Якоб Гласек Бретт Стівен Седрік Пйолін             |
| 9 січня           | Benson and Hedges Open Окленд (Нова Зеландія), Нова Зеландія ATP World Series Тверде – $303,000 – 32S/16D Одиночний розряд – Парний розряд | Грант Коннелл Патрік Гелбрайт 6–4, 6–3 | Луїс Лобо Хав'єр Санчес                                                                                    | Вінс Спейдія Олександр Волков  | Ян Сімерінк Якоб Гласек Бретт Стівен Седрік Пйолін             |
| 16 січня 23 січня | Відкритий чемпіонат Австралії з тенісу Мельбурн, Австралія Grand Slam Тверде – $2,649,210 – 128S/64D/32X Одиночний розряд – Парний розряд – Мікст | Андре Агассі 4–6, 6–1, 7–6(8–6), 6–4 | Піт Сампрас                                                                                                | Майкл Чанг Аарон Крікстейн     | Джим Кур'є Андрій Медведєв Якко Елтінг Євген Кафельников       |
| 16 січня 23 січня | Відкритий чемпіонат Австралії з тенісу Мельбурн, Австралія Grand Slam Тверде – $2,649,210 – 128S/64D/32X Одиночний розряд – Парний розряд – Мікст | Джаред Палмер Річі Ренеберг 6–3 3–6 6–3 6–2 | Марк Ноулз Деніел Нестор                                                                                   | Майкл Чанг Аарон Крікстейн     | Джим Кур'є Андрій Медведєв Якко Елтінг Євген Кафельников       |
| 16 січня 23 січня | Відкритий чемпіонат Австралії з тенісу Мельбурн, Австралія Grand Slam Тверде – $2,649,210 – 128S/64D/32X Одиночний розряд – Парний розряд – Мікст | Рік Ліч Наташа Звєрєва 7–6(7–4), 6–7(3–7), 6–4 | Цирил Сук Джиджі Фернандес                                                                                 | Майкл Чанг Аарон Крікстейн     | Джим Кур'є Андрій Медведєв Якко Елтінг Євген Кафельников       |
| 30 січня          | Davis Cup first round Сент-Пітерсберг (Флорида), US – carpet (i) Неаполь, Італія – clay Копенгаген, Данія- Килим (i) Відень, Австрія- Тверде (i) Дурбан, ПАР – hard Антверпен, Бельгія – clay (i) Женева, Швейцарія – clay (i) Карлсруе, Німеччина- Тверде (i) | Переможці першого раунду Сполучені Штати Америки 4-1 · Італія 4-1 · Швеція 3-2 · Австрія 4-1 · Південно-Африканська Республіка 3-2 · Росія 4-1 · Нідерланди 4-1 · Німеччина 4-1 | Переможені у першому раунді Франція · Чехія · Данія · Іспанія · Австралія · Бельгія · Швейцарія · Хорватія |                                |                                                                |

### Лютий
| Тиждень   | Турнір | Чемпіони                                         | Фіналісти                          | Півфіналісти                     | Чвертьфіналісти                                               |
| --------- | --- | ------------------------------------------------ | ---------------------------------- | -------------------------------- | ------------------------------------------------------------- |
| 6 лютого  | Dubai Tennis Championships Дубай, Об'єднані Арабські Емірати ATP World Series Тверде – $1,014,250 – 32S/16D Одиночний розряд – Парний розряд | Вейн Феррейра 6–3, 6–3                           | Андреа Гауденці                    | Хав'єр Санчес Петр Корда         | Тодд Вудбрідж Пет Кеш Карстен Аррієнс Генрік Гольм            |
| 6 лютого  | Dubai Tennis Championships Дубай, Об'єднані Арабські Емірати ATP World Series Тверде – $1,014,250 – 32S/16D Одиночний розряд – Парний розряд | Грант Коннелл Патрік Гелбрайт 6–2, 4–6, 6–3      | Томас Карбонелл Франсіско Ройг     | Хав'єр Санчес Петр Корда         | Тодд Вудбрідж Пет Кеш Карстен Аррієнс Генрік Гольм            |
| 6 лютого  | Open 13 Марсель, Франція ATP World Series Килим (i) – $514,250 – 32S/16D Одиночний розряд – Парний розряд                                    | Борис Бекер 6–7(2–7), 6–4, 7–5                   | Даніель Вацек                      | Олів'є Делетр Ліонель Ру         | Єрн Ренценбрінк Давід Рікл Кароль Кучера Євген Кафельников    |
| 6 лютого  | Open 13 Марсель, Франція ATP World Series Килим (i) – $514,250 – 32S/16D Одиночний розряд – Парний розряд                                    | Девід Адамс Андрій Ольховський 6–1, 6–4          | Жан-Філіпп Флер'ян Родольф Жільбер | Олів'є Делетр Ліонель Ру         | Єрн Ренценбрінк Давід Рікл Кароль Кучера Євген Кафельников    |
| 6 лютого  | Sybase Open Сан-Хосе (Каліфорнія), US ATP World Series Тверде (i) – $303,000 – 32S/16D Одиночний розряд – Парний розряд                      | Андре Агассі 6–2, 1–6, 6–3                       | Майкл Чанг                         | Малівай Вашингтон Джим Кур'є     | Браян Макфі Браян Шелтон Джим Грабб Грег Руседскі             |
| 6 лютого  | Sybase Open Сан-Хосе (Каліфорнія), US ATP World Series Тверде (i) – $303,000 – 32S/16D Одиночний розряд – Парний розряд                      | Джим Грабб Патрік Макінрой 3–6, 7–5, 6–0         | Алекс О'Браєн Сендон Столл         | Малівай Вашингтон Джим Кур'є     | Браян Макфі Браян Шелтон Джим Грабб Грег Руседскі             |
| 13 лютого | Kroger St. Jude International Мемфіс (Теннессі), US ATP Турнір Series Тверде (i) – $683,000 – 32S/16D Одиночний розряд – Парний розряд       | Тодд Мартін 7–6(7–2), 6–4                        | Паул Гаргейс                       | Піт Сампрас Джонатан Старк       | Томас Енквіст Грег Руседскі Арно Боеч Майкл Чанг              |
| 13 лютого | Kroger St. Jude International Мемфіс (Теннессі), US ATP Турнір Series Тверде (i) – $683,000 – 32S/16D Одиночний розряд – Парний розряд       | Джаред Палмер Річі Ренеберг 7–5 6–3              | Томмі Го Бретт Стівен              | Піт Сампрас Джонатан Старк       | Томас Енквіст Грег Руседскі Арно Боеч Майкл Чанг              |
| 13 лютого | Muratti Time Indoor Мілан, Італія ATP Турнір Series Килим (i) – $689,250 – 32S/16D Одиночний розряд – Парний розряд                          | Євген Кафельников 7–5, 5–7, 7–6(8–6)             | Борис Бекер                        | Петр Корда Горан Іванишевич      | Гі Форже Ктіслав Доседель Міхаель Штіх Олів'є Делетр          |
| 13 лютого | Muratti Time Indoor Мілан, Італія ATP Турнір Series Килим (i) – $689,250 – 32S/16D Одиночний розряд – Парний розряд                          | Борис Бекер Гі Форже 6–2, 6–4                    | Петр Корда Карел Новачек           | Петр Корда Горан Іванишевич      | Гі Форже Ктіслав Доседель Міхаель Штіх Олів'є Делетр          |
| 20 лютого | Comcast U.S. Indoor Філадельфія, Pennsylvania, US ATP Турнір Series Килим (i) – $589,250 – 32S/16D Одиночний розряд – Парний розряд          | Томас Енквіст 0–6, 6–4, 6–0                      | Майкл Чанг                         | Паул Гаргейс Андре Агассі        | Бретт Стівен Джонатан Старк Річі Ренеберг Себастьян Ларо      |
| 20 лютого | Comcast U.S. Indoor Філадельфія, Pennsylvania, US ATP Турнір Series Килим (i) – $589,250 – 32S/16D Одиночний розряд – Парний розряд          | Джим Грабб Джонатан Старк 7–6, 6–7, 6–3          | Якко Елтінг Паул Гаргейс           | Паул Гаргейс Андре Агассі        | Бретт Стівен Джонатан Старк Річі Ренеберг Себастьян Ларо      |
| 20 лютого | Eurocard Open Штутгарт, Німеччина ATP Турнір Series Килим (i) – $2,125,000 – 32S/16D Одиночний розряд                                        | Ріхард Крайчек 7–6(7–4), 6–3, 6–7(6–8), 1–6, 6–3 | Міхаель Штіх                       | Борис Бекер Мартін Дамм          | Євген Кафельников Олександр Волков Ян Сімерінк Магнус Ларссон |
| 20 лютого | Eurocard Open Штутгарт, Німеччина ATP Турнір Series Килим (i) – $2,125,000 – 32S/16D Одиночний розряд                                        | Грант Коннелл Патрік Гелбрайт 6–2, 6–2           | Цирил Сук Даніель Вацек            | Борис Бекер Мартін Дамм          | Євген Кафельников Олександр Волков Ян Сімерінк Магнус Ларссон |
| 27 лютого | ABN AMRO World Tennis Tournament Роттердам, Нідерланди ATP World Series Килим (i) – $575,000 – 32S/16D Одиночний розряд – Парний розряд      | Ріхард Крайчек 7–6(7–5), 6–4                     | Паул Гаргейс                       | Омар Кампорезе Євген Кафельников | Шенг Схалкен Андрій Медведєв Джефф Таранго Мартін Дамм        |
| 27 лютого | ABN AMRO World Tennis Tournament Роттердам, Нідерланди ATP World Series Килим (i) – $575,000 – 32S/16D Одиночний розряд – Парний розряд      | Мартін Дамм Андерс Яррід 6–3, 6–2                | Томас Карбонелл Франсіско Ройг     | Омар Кампорезе Євген Кафельников | Шенг Схалкен Андрій Медведєв Джефф Таранго Мартін Дамм        |
| 27 лютого | Tennis Channel Open Скоттсдейл, US ATP World Series Ґрунт – $303,000 – 32S/16D Одиночний розряд – Парний розряд                              | Джим Кур'є 7–6(7–2), 6–4                         | Марк Філіппуссіс                   | Тодд Мартін Стефан Едберг        | Карстен Аррієнс Йонас Бйоркман Бретт Стівен Марк Вудфорд      |
| 27 лютого | Tennis Channel Open Скоттсдейл, US ATP World Series Ґрунт – $303,000 – 32S/16D Одиночний розряд – Парний розряд                              | Тревор Кронеманн Девід Макферсон 4–6, 6–3, 6–4   | Луїс Лобо Хав'єр Санчес            | Тодд Мартін Стефан Едберг        | Карстен Аррієнс Йонас Бйоркман Бретт Стівен Марк Вудфорд      |
| 27 лютого | Abierto Mexicano Telcel Мехіко, Мексика ATP World Series Ґрунт – $305,000 – 32S/16D Одиночний розряд – Парний розряд                         | Томас Мустер 7–6(7–4), 7–5                       | Фернандо Мелігені                  | Алекс Корретха Франсіско Клавет  | Марк Петчі Хорді Бурільйо Маурісіо Хадад Оскар Мартінес       |
| 27 лютого | Abierto Mexicano Telcel Мехіко, Мексика ATP World Series Ґрунт – $305,000 – 32S/16D Одиночний розряд – Парний розряд                         | Хав'єр Франа Леонардо Лаваль 7–5, 6–3            | Марк-Кевін Гелльнер Дієго Наргісо  | Алекс Корретха Франсіско Клавет  | Марк Петчі Хорді Бурільйо Маурісіо Хадад Оскар Мартінес       |

### Березень
| Тиждень               | Турнір | Чемпіони                                                                                     | Фіналісти                                                                                  | Півфіналісти                     | Чвертьфіналісти                                                         |
| --------------------- | --- | -------------------------------------------------------------------------------------------- | ------------------------------------------------------------------------------------------ | -------------------------------- | ----------------------------------------------------------------------- |
| 6 березня             | Newsweek Champions Cup and the State Farm Evert Cup Індіан-Веллс (Каліфорнія), US ATP Турнір Series, Single-Week Тверде – $1,550,000 – 56S/28D Одиночний розряд – Парний розряд | Піт Сампрас 7–5, 6–3, 7–5                                                                    | Андре Агассі                                                                               | Стефан Едберг Борис Бекер        | Тодд Мартін Томас Мустер Магнус Ларссон Вейн Феррейра                   |
| 6 березня             | Newsweek Champions Cup and the State Farm Evert Cup Індіан-Веллс (Каліфорнія), US ATP Турнір Series, Single-Week Тверде – $1,550,000 – 56S/28D Одиночний розряд – Парний розряд | Томмі Го Бретт Стівен 7–6, 6–7, 6–4                                                          | Гері Мюллер Піт Норвал                                                                     | Стефан Едберг Борис Бекер        | Тодд Мартін Томас Мустер Магнус Ларссон Вейн Феррейра                   |
| 6 березня             | Copenhagen Open Копенгаген, Данія ATP World Series Килим (i) – $203,000 – 32S/16D Одиночний розряд – Парний розряд                                                              | Мартін Сіннер 6–7(3–7), 7–6(10–8), 6–3                                                       | Андрій Ольховський                                                                         | Кароль Кучера Андерс Яррід       | Джеремі Бейтс Ян Сімерінк Пет Кеш Фредерік Феттерлейн                   |
| 6 березня             | Copenhagen Open Копенгаген, Данія ATP World Series Килим (i) – $203,000 – 32S/16D Одиночний розряд – Парний розряд                                                              | Марк Кейл Петер Нюборґ 6–7, 6–4, 7–6                                                         | Гійом Рау Грег Руседскі                                                                    | Кароль Кучера Андерс Яррід       | Джеремі Бейтс Ян Сімерінк Пет Кеш Фредерік Феттерлейн                   |
| 13 березня            | St. Petersburg Open Санкт-Петербург, Росія ATP World Series Килим (i) – $300,000 – 32S/16D Одиночний розряд – Парний розряд                                                     | Євген Кафельников 6–2, 6–2                                                                   | Гійом Рау                                                                                  | Олександр Волков Андрій Чесноков | Якоб Гласек Себастьян Ларо Ніколас Кіфер Т. Дж. Міддлтон                |
| 13 березня            | St. Petersburg Open Санкт-Петербург, Росія ATP World Series Килим (i) – $300,000 – 32S/16D Одиночний розряд – Парний розряд                                                     | Мартін Дамм Андерс Яррід 6–4, 6–2                                                            | Якоб Гласек Євген Кафельников                                                              | Олександр Волков Андрій Чесноков | Якоб Гласек Себастьян Ларо Ніколас Кіфер Т. Дж. Міддлтон                |
| 13 березня 20 березня | Lipton Championships Кі-Біскейн (Флорида), US ATP Турнір Series, Single-Week Тверде – $2,250,000 – 96S/48D Одиночний розряд – Парний розряд                                     | Андре Агассі 3–6, 6–2, 7–6(7–3)                                                              | Піт Сампрас                                                                                | Йонас Бйоркман Магнус Ларссон    | Андрій Медведєв Матс Віландер Хайме Їсага Вейн Феррейра                 |
| 13 березня 20 березня | Lipton Championships Кі-Біскейн (Флорида), US ATP Турнір Series, Single-Week Тверде – $2,250,000 – 96S/48D Одиночний розряд – Парний розряд                                     | Тодд Вудбрідж Марк Вудфорд 6–3, 7–6                                                          | Джим Грабб Патрік Макінрой                                                                 | Йонас Бйоркман Магнус Ларссон    | Андрій Медведєв Матс Віландер Хайме Їсага Вейн Феррейра                 |
| 20 березня            | Grand Prix Hassan II Касабланка, Марокко ATP World Series Ґрунт – $203,000 – 32S/16D Одиночний розряд – Парний розряд                                                           | Гільберт Шаллер 6–4, 6–2                                                                     | Альберт Коста                                                                              | Шенг Схалкен Алекс Лопес Морон   | Фелікс Мантілья Томас Карбонелл Стефано Пескосолідо Марк-Кевін Гелльнер |
| 20 березня            | Grand Prix Hassan II Касабланка, Марокко ATP World Series Ґрунт – $203,000 – 32S/16D Одиночний розряд – Парний розряд                                                           | Томас Карбонелл Франсіско Ройг 6–4, 6–1                                                      | Емануел Коуту Жоао Кунья е Сілва                                                           | Шенг Схалкен Алекс Лопес Морон   | Фелікс Мантілья Томас Карбонелл Стефано Пескосолідо Марк-Кевін Гелльнер |
| 27 березня            | Davis Cup Quarterfinals Палермо, Італія – clay Векше, Швеція – carpet (i) Moscow, Росія – carpet (i) Утрехт, Нідерланди – hard (i)                                              | Переможці чвертьфіналів Сполучені Штати Америки 5-0 · Швеція 5-0 · Росія 4-1 · Німеччина 4-1 | Переможені у чвертьфіналах Італія · Австрія · Південно-Африканська Республіка · Нідерланди |                                  |                                                                         |

### Квітень
| Тиждень   | Турнір | Чемпіони                                           | Фіналісти                         | Півфіналісти                         | Чвертьфіналісти                                              |
| --------- | --- | -------------------------------------------------- | --------------------------------- | ------------------------------------ | ------------------------------------------------------------ |
| 3 квітня  | Estoril Open Оейраш, Португалія ATP World Series Ґрунт – $550,000 – 32S/16D Одиночний розряд – Парний розряд                                 | Томас Мустер 6–4, 6–2                              | Альберт Коста                     | Еміліо Санчес Вікаріо Фабріс Санторо | Нуно Маркес Хав'єр Санчес Гільберт Шаллер Андрій Медведєв    |
| 3 квітня  | Estoril Open Оейраш, Португалія ATP World Series Ґрунт – $550,000 – 32S/16D Одиночний розряд – Парний розряд                                 | Євген Кафельников Андрій Ольховський 5–7, 7–5, 6–2 | Марк-Кевін Гелльнер Дієго Наргісо | Еміліо Санчес Вікаріо Фабріс Санторо | Нуно Маркес Хав'єр Санчес Гільберт Шаллер Андрій Медведєв    |
| 3 квітня  | South African Open Йоганнесбург, ПАР ATP World Series Тверде – $303,000 – 32S/16D                                                            | Мартін Сіннер 6–1, 6–4                             | Гійом Рау                         | Байрон Блек Джеремі Бейтс            | Ліонель Ру Патрік Баур Єрн Ренценбрінк Невілл Годвін         |
| 3 квітня  | South African Open Йоганнесбург, ПАР ATP World Series Тверде – $303,000 – 32S/16D                                                            | Родольф Жільбер Гійом Рау 6–4 3–6 6–3              | Мартін Сіннер Йост Віннінк        | Байрон Блек Джеремі Бейтс            | Ліонель Ру Патрік Баур Єрн Ренценбрінк Невілл Годвін         |
| 10 квітня | Torneo Godó Барселона, Іспанія ATP Турнір Series Ґрунт – $775,000 – 56S/28D Одиночний розряд – Парний розряд                                 | Томас Мустер 6–2, 6–1, 6–4                         | Магнус Ларссон                    | Євген Кафельников Горан Іванишевич   | Карлос Коста Тьєррі Шампйон Альберто Берасатегі Хорді Арресе |
| 10 квітня | Torneo Godó Барселона, Іспанія ATP Турнір Series Ґрунт – $775,000 – 56S/28D Одиночний розряд – Парний розряд                                 | Тревор Кронеманн Девід Макферсон 6–2, 6–4          | Андреа Гауденці Горан Іванишевич  | Євген Кафельников Горан Іванишевич   | Карлос Коста Тьєррі Шампйон Альберто Берасатегі Хорді Арресе |
| 10 квітня | Відкритий чемпіонат Японії з тенісу Tokyo, Японія ATP Турнір Series Тверде – $935,000 – 56S/28D Одиночний розряд – Парний розряд             | Джим Кур'є 6–4, 6–3                                | Андре Агассі                      | Вейн Феррейра Майкл Чанг             | Скотт Дрейпер Йонас Бйоркман Томас Енквіст Ян Апелль         |
| 10 квітня | Відкритий чемпіонат Японії з тенісу Tokyo, Японія ATP Турнір Series Тверде – $935,000 – 56S/28D Одиночний розряд – Парний розряд             | Марк Ноулз Джонатан Старк 6-3, 3-6, 7-6            | Джон Фіцджеральд Андерс Яррід     | Вейн Феррейра Майкл Чанг             | Скотт Дрейпер Йонас Бйоркман Томас Енквіст Ян Апелль         |
| 17 квітня | Salem Open Гонконг ATP World Series Тверде – $303,000 – 32S/16D Одиночний розряд – Парний розряд                                             | Майкл Чанг 6–3, 6–1                                | Йонас Бйоркман                    | Джим Кур'є Ян Апелль                 | Кеннет Карлсен Олександр Волков Томас Енквіст Вейн Феррейра  |
| 17 квітня | Salem Open Гонконг ATP World Series Тверде – $303,000 – 32S/16D Одиночний розряд – Парний розряд                                             | Томмі Го Марк Філіппуссіс 6–1, 6–7, 7–6            | Джон Фіцджеральд Андерс Яррід     | Джим Кур'є Ян Апелль                 | Кеннет Карлсен Олександр Волков Томас Енквіст Вейн Феррейра  |
| 17 квітня | Philips Open Ніцца, Франція ATP World Series Ґрунт – $303,000 – 32S/16D Одиночний розряд – Парний розряд                                     | Марк Россе 6–4, 6–0                                | Євген Кафельников                 | Андрій Медведєв Альберт Коста        | Седрік Пйолін Річард Фромберг Марк Вудфорд Томас Карбонелл   |
| 17 квітня | Philips Open Ніцца, Франція ATP World Series Ґрунт – $303,000 – 32S/16D Одиночний розряд – Парний розряд                                     | Цирил Сук Даніель Вацек 3–6, 7–6, 7–6              | Люк Єнсен Девід Вітон             | Андрій Медведєв Альберт Коста        | Седрік Пйолін Річард Фромберг Марк Вудфорд Томас Карбонелл   |
| 17 квітня | XL Bermuda Open Бермудські Острови, Бермудські Острови ATP World Series Ґрунт – $303,000 – 32S/16D                                           | Маурісіо Хадад 7–6(7–5), 3–6, 6–4                  | Хав'єр Франа                      | Браян Шелтон Вінс Спейдія            | Майкл Теббутт Джеймі Морґан Карстен Браш Джейсон Столтенберг |
| 17 квітня | XL Bermuda Open Бермудські Острови, Бермудські Острови ATP World Series Ґрунт – $303,000 – 32S/16D                                           | Грант Коннелл Тодд Мартін 7–6, 2–6, 7–5            | Бретт Стівен Джейсон Столтенберг  | Браян Шелтон Вінс Спейдія            | Майкл Теббутт Джеймі Морґан Карстен Браш Джейсон Столтенберг |
| 24 квітня | Monte Carlo Masters Рокбрюн-Кап-Мартен, Франція ATP Турнір Series, Single-Week Ґрунт – $1,545,000 – 56S/28D Одиночний розряд – Парний розряд | Томас Мустер 4–6, 5–7, 6–1, 7–6(8–6) 6–0           | Борис Бекер                       | Андреа Гауденці Горан Іванишевич     | Девід Вітон Серхі Бругера Гільберт Шаллер Ріхард Крайчек     |
| 24 квітня | Monte Carlo Masters Рокбрюн-Кап-Мартен, Франція ATP Турнір Series, Single-Week Ґрунт – $1,545,000 – 56S/28D Одиночний розряд – Парний розряд | Якко Елтінг Паул Гаргейс 6–3, 6–4                  | Луїс Лобо Хав'єр Санчес           | Андреа Гауденці Горан Іванишевич     | Девід Вітон Серхі Бругера Гільберт Шаллер Ріхард Крайчек     |
| 24 квітня | Seoul Open Сеул, Південна Корея ATP World Series Тверде – $203,000 – 32S/16D Одиночний розряд – Парний розряд                                | Грег Руседскі 6–4, 3–1, ret                        | Ларс Реманн                       | Кеннет Карлсен Bing Pan              | Олександр Волков Томмі Го Александр Мронц Пол Векеса         |
| 24 квітня | Seoul Open Сеул, Південна Корея ATP World Series Тверде – $203,000 – 32S/16D Одиночний розряд – Парний розряд                                | Себастьян Ларо Джефф Таранго 6–3, 6–2              | Джошуа Ігл Ендрю Флорент          | Кеннет Карлсен Bing Pan              | Олександр Волков Томмі Го Александр Мронц Пол Векеса         |

### Травень
| Тиждень            | Турнір | Чемпіони                                                  | Фіналісти                              | Півфіналісти                     | Чвертьфіналісти                                             |
| ------------------ | --- | --------------------------------------------------------- | -------------------------------------- | -------------------------------- | ----------------------------------------------------------- |
| 1 травня           | BMW Open Мюнхен, Німеччина ATP World Series Ґрунт – $400,000 – 32S/16D Одиночний розряд – Парний розряд                                            | Вейн Феррейра 7–5, 7–6(8–6)                               | Міхаель Штіх                           | Марсело Філіппіні Алекс Корретха | Гільберт Шаллер Стефан Едберг Олівер Гросс Шенг Схалкен     |
| 1 травня           | BMW Open Мюнхен, Німеччина ATP World Series Ґрунт – $400,000 – 32S/16D Одиночний розряд – Парний розряд                                            | Тревор Кронеманн Девід Макферсон 6–3, 6–4                 | Луїс Лобо Хав'єр Санчес                | Марсело Філіппіні Алекс Корретха | Гільберт Шаллер Стефан Едберг Олівер Гросс Шенг Схалкен     |
| 1 травня           | AT&T Challenge Атланта, GA, US ATP World Series Ґрунт – $303,000 – 32S/16D Одиночний розряд – Парний розряд                                        | Майкл Чанг 6–2, 6–7(6–8), 6–4                             | Андре Агассі                           | Магнус Ларссон Тодд Мартін       | Крістіан Рууд Матс Віландер Бретт Стівен Хорді Арресе       |
| 1 травня           | AT&T Challenge Атланта, GA, US ATP World Series Ґрунт – $303,000 – 32S/16D Одиночний розряд – Парний розряд                                        | Серхіо Касаль Еміліо Санчес Вікаріо 6–7, 6–3, 7–6         | Джаред Палмер Річі Ренеберг            | Магнус Ларссон Тодд Мартін       | Крістіан Рууд Матс Віландер Бретт Стівен Хорді Арресе       |
| 8 травня           | ATP German Open Гамбург, Німеччина ATP Турнір Series, Single-Week Ґрунт – $1,545,000 – 56S/28D Одиночний розряд – Парний розряд                    | Андрій Медведєв 6–3, 6–2, 6–1                             | Горан Іванишевич                       | Серхі Бругера Піт Сампрас        | Андре Агассі Марк Россе Андреа Гауденці Вейн Феррейра       |
| 8 травня           | ATP German Open Гамбург, Німеччина ATP Турнір Series, Single-Week Ґрунт – $1,545,000 – 56S/28D Одиночний розряд – Парний розряд                    | Вейн Феррейра Євген Кафельников 6–1, 7–6                  | Байрон Блек Андрій Ольховський         | Серхі Бругера Піт Сампрас        | Андре Агассі Марк Россе Андреа Гауденці Вейн Феррейра       |
| 8 травня           | U.S. Men's Clay Court Championships Пайнгерст (Північна Кароліна), US ATP World Series Ґрунт – $264,250 – 32S/16D Одиночний розряд – Парний розряд | Томас Енквіст 6–3, 3–6, 6–3                               | Хав'єр Франа                           | Магнус Ларссон Девід Вітон       | Джаред Палмер Якоб Гласек Хорді Арресе Фернандо Мелігені    |
| 8 травня           | U.S. Men's Clay Court Championships Пайнгерст (Північна Кароліна), US ATP World Series Ґрунт – $264,250 – 32S/16D Одиночний розряд – Парний розряд | Тодд Вудбрідж Марк Вудфорд 6–2, 6–4                       | Алекс О'Браєн Сендон Столл             | Магнус Ларссон Девід Вітон       | Джаред Палмер Якоб Гласек Хорді Арресе Фернандо Мелігені    |
| 15 травня          | Internazionali d'Italia Рим, Італія ATP Турнір Series, Single-Week Ґрунт – $1,750,000 – 64S/32D Одиночний розряд – Парний розряд                   | Томас Мустер 3–6, 7–6(7–5), 6–2, 6–3                      | Серхі Бругера                          | Горан Іванишевич Вейн Феррейра   | Йонас Бйоркман Джефф Таранго Стефан Едберг Майкл Чанг       |
| 15 травня          | Internazionali d'Italia Рим, Італія ATP Турнір Series, Single-Week Ґрунт – $1,750,000 – 64S/32D Одиночний розряд – Парний розряд                   | Цирил Сук Даніель Вацек 6–3, 6–4                          | Ян Апелль Йонас Бйоркман               | Горан Іванишевич Вейн Феррейра   | Йонас Бйоркман Джефф Таранго Стефан Едберг Майкл Чанг       |
| 15 травня          | International Tennis Championships Корал-Спрінгс, FL, US ATP World Series Ґрунт – $230,000 – 32S/16D Одиночний розряд – Парний розряд              | Тодд Вудбрідж 6–4, 6–2                                    | Грег Руседскі                          | Хав'єр Франа Марк Вудфорд        | Ніколас Перейра Ернан Гумі Бретт Стівен Томас Енквіст       |
| 15 травня          | International Tennis Championships Корал-Спрінгс, FL, US ATP World Series Ґрунт – $230,000 – 32S/16D Одиночний розряд – Парний розряд              | Тодд Вудбрідж Марк Вудфорд 6–3, 6–1                       | Серхіо Касаль Еміліо Санчес Вікаріо    | Хав'єр Франа Марк Вудфорд        | Ніколас Перейра Ернан Гумі Бретт Стівен Томас Енквіст       |
| 22 травня          | World Team Cup Дюссельдорф, Німеччина $1,550,000 – clay                                                                                            | Швеція 2-1                                                | Хорватія                               |                                  |                                                             |
| 22 травня          | Internazionali di Carisbo Болонья, Італія ATP World Series Ґрунт – $303,000 – 32S/16D Одиночний розряд – Парний розряд                             | Марсело Ріос 6–2, 6–4                                     | Марсело Філіппіні                      | Марк Філіппуссіс Хав'єр Санчес   | Гільберт Шаллер Карім Аламі Хорді Бурільйо Ктіслав Доседель |
| 22 травня          | Internazionali di Carisbo Болонья, Італія ATP World Series Ґрунт – $303,000 – 32S/16D Одиночний розряд – Парний розряд                             | Байрон Блек Джонатан Старк 7–5, 6–3                       | Лібор Пімек Вінс Спейдія               | Марк Філіппуссіс Хав'єр Санчес   | Гільберт Шаллер Карім Аламі Хорді Бурільйо Ктіслав Доседель |
| 29 травня 5 червня | Відкритий чемпіонат Франції з тенісу Париж, Франція Grand Slam Ґрунт – $4,941,266 – 128S/64D/48X Одиночний розряд – Парний розряд – Мікст          | Томас Мустер 7–5, 6–2, 6–4                                | Майкл Чанг                             | Євген Кафельников Серхі Бругера  | Андре Агассі Альберт Коста Адріан Войня Ренцо Фурлан        |
| 29 травня 5 червня | Відкритий чемпіонат Франції з тенісу Париж, Франція Grand Slam Ґрунт – $4,941,266 – 128S/64D/48X Одиночний розряд – Парний розряд – Мікст          | Якко Елтінг Паул Гаргейс 6–7, 6–4, 6–1                    | Ніклас Культі Магнус Ларссон           | Євген Кафельников Серхі Бругера  | Андре Агассі Альберт Коста Адріан Войня Ренцо Фурлан        |
| 29 травня 5 червня | Відкритий чемпіонат Франції з тенісу Париж, Франція Grand Slam Ґрунт – $4,941,266 – 128S/64D/48X Одиночний розряд – Парний розряд – Мікст          | Тодд Вудбрідж Лариса Савченко-Нейланд 7–6(10–8), 7–6(7–4) | Джон-Лаффньє де Ягер Джилл Гетерінгтон | Євген Кафельников Серхі Бругера  | Андре Агассі Альберт Коста Адріан Войня Ренцо Фурлан        |

### Червень
| Тиждень           | Турнір | Чемпіони                                    | Фіналісти                            | Півфіналісти                         | Чвертьфіналісти                                                    |
| ----------------- | --- | ------------------------------------------- | ------------------------------------ | ------------------------------------ | ------------------------------------------------------------------ |
| 12 червня         | Ordina Open Росмален, Нідерланди ATP World Series Трава – $303,000 – 32S/16D Одиночний розряд – Парний розряд                       | Кароль Кучера 7–6(9–7), 7–6(7–4)            | Андерс Яррід                         | Бретт Стівен Генрік Гольм            | Ріхард Крайчек Річі Ренеберг Паул Гаргейс Дієго Наргісо            |
| 12 червня         | Ordina Open Росмален, Нідерланди ATP World Series Трава – $303,000 – 32S/16D Одиночний розряд – Парний розряд                       | Ріхард Крайчек Ян Сімерінк 7–5, 6–3         | Гендрік Ян Давідс Андрій Ольховський | Бретт Стівен Генрік Гольм            | Ріхард Крайчек Річі Ренеберг Паул Гаргейс Дієго Наргісо            |
| 12 червня         | Oporto Open Мая, Португалія ATP World Series Ґрунт – $303,000 – 32S/16D Одиночний розряд – Парний розряд                            | Альберто Берасатегі 3–6, 6–3, 6–4           | Карлос Коста                         | Франсіско Клавет Ернан Гумі          | Філіп Девулф Річард Фромберг Карстен Аррієнс Хорді Арресе          |
| 12 червня         | Oporto Open Мая, Португалія ATP World Series Ґрунт – $303,000 – 32S/16D Одиночний розряд – Парний розряд                            | Томас Карбонелл Франсіско Ройг 6–3, 7–6     | Хорді Арресе Алекс Корретха          | Франсіско Клавет Ернан Гумі          | Філіп Девулф Річард Фромберг Карстен Аррієнс Хорді Арресе          |
| 12 червня         | Queen's Club Championships London, Great Britain ATP World Series Трава – $600,000 – 56S/28D Одиночний розряд – Парний розряд       | Піт Сампрас 7–6(7–3), 7–6(8–6)              | Гі Форже                             | Марк-Кевін Гелльнер Борис Бекер      | Сендон Столл Деррік Ростаньйо Горан Іванишевич Джейсон Столтенберг |
| 12 червня         | Queen's Club Championships London, Great Britain ATP World Series Трава – $600,000 – 56S/28D Одиночний розряд – Парний розряд       | Тодд Мартін Піт Сампрас 7–6, 6–4            | Ян Апелль Йонас Бйоркман             | Марк-Кевін Гелльнер Борис Бекер      | Сендон Столл Деррік Ростаньйо Горан Іванишевич Джейсон Столтенберг |
| 19 червня         | Hypo Group Tennis International Санкт-Пельтен, Австрія ATP World Series Ґрунт – $350,000 – 32S/16D Одиночний розряд – Парний розряд | Томас Мустер 6–3, 3–6, 6–1                  | Богдан Уліграх                       | Стефано Пескосолідо Ктіслав Доседель | Родольф Жільбер Гільберт Шаллер Карлос Моя Хорді Бурільйо          |
| 19 червня         | Hypo Group Tennis International Санкт-Пельтен, Австрія ATP World Series Ґрунт – $350,000 – 32S/16D Одиночний розряд – Парний розряд | Білл Беренс Метт Лусена 7–5, 6–4            | Лібор Пімек Байрон Талбот            | Стефано Пескосолідо Ктіслав Доседель | Родольф Жільбер Гільберт Шаллер Карлос Моя Хорді Бурільйо          |
| 19 червня         | Gerry Weber Open Галле, Німеччина ATP World Series Трава – $700,000 – 32S/16D Одиночний розряд – Парний розряд                      | Марк Россе 3–6, 7–6(13–11), 7–6(10–8)       | Міхаель Штіх                         | Паул Гаргейс Якко Елтінг             | Євген Кафельников Річі Ренеберг Джиммі Коннорс Бретт Стівен        |
| 19 червня         | Gerry Weber Open Галле, Німеччина ATP World Series Трава – $700,000 – 32S/16D Одиночний розряд – Парний розряд                      | Якко Елтінг Паул Гаргейс 6–2, 3–6, 6–3      | Євген Кафельников Андрій Ольховський | Паул Гаргейс Якко Елтінг             | Євген Кафельников Річі Ренеберг Джиммі Коннорс Бретт Стівен        |
| 19 червня         | Nottingham Open Ноттінгем, Great Britain ATP World Series Трава – $303,000 – 32S/16D Одиночний розряд – Парний розряд               | Хав'єр Франа 7–6(7–4), 6–3                  | Тодд Вудбрідж                        | Байрон Блек Марк Вудфорд             | Томмі Го Олександр Волков Мацуока Сюдзо Тім Генман                 |
| 19 червня         | Nottingham Open Ноттінгем, Great Britain ATP World Series Трава – $303,000 – 32S/16D Одиночний розряд – Парний розряд               | Люк Єнсен Мерфі Єнсен 6–2, 6–4              | Патрік Гелбрайт Дані Віссер          | Байрон Блек Марк Вудфорд             | Томмі Го Олександр Волков Мацуока Сюдзо Тім Генман                 |
| 26 червня 3 липня | Вімблдонський турнір London, Great Britain Grand Slam Трава – $2,837,830 – 128S/64D/64X Одиночний розряд – Парний розряд – Мікст    | Піт Сампрас 6–7(5–7), 6–2, 6–4, 6–2         | Борис Бекер                          | Андре Агассі Горан Іванишевич        | Якко Елтінг Седрік Пйолін Євген Кафельников Мацуока Сюдзо          |
| 26 червня 3 липня | Вімблдонський турнір London, Great Britain Grand Slam Трава – $2,837,830 – 128S/64D/64X Одиночний розряд – Парний розряд – Мікст    | Тодд Вудбрідж Марк Вудфорд 7–5, 7–6, 7–6    | Рік Ліч Скотт Мелвілл                | Андре Агассі Горан Іванишевич        | Якко Елтінг Седрік Пйолін Євген Кафельников Мацуока Сюдзо          |
| 26 червня 3 липня | Вімблдонський турнір London, Great Britain Grand Slam Трава – $2,837,830 – 128S/64D/64X Одиночний розряд – Парний розряд – Мікст    | Джонатан Старк Мартіна Навратілова 6–4, 6–4 | Цирил Сук Джиджі Фернандес           | Андре Агассі Горан Іванишевич        | Якко Елтінг Седрік Пйолін Євген Кафельников Мацуока Сюдзо          |

### Липень
| Тиждень  | Турнір | Чемпіони                                        | Фіналісти                    | Півфіналісти                   | Чвертьфіналісти                                                       |
| -------- | --- | ----------------------------------------------- | ---------------------------- | ------------------------------ | --------------------------------------------------------------------- |
| 10 липня | Rado Open Gstaad, Швейцарія ATP World Series Ґрунт – $525,000 – 32S/16D                                                              | Євген Кафельников 6–3, 6–4, 3–6, 6–3            | Якоб Гласек                  | Марк Россе Серхі Бругера       | Марсело Ріос Арно Боеч Хав'єр Санчес Андреа Гауденці                  |
| 10 липня | Rado Open Gstaad, Швейцарія ATP World Series Ґрунт – $525,000 – 32S/16D                                                              | Луїс Лобо Хав'єр Санчес 6–7, 7–6, 7–6           | Арно Боеч Марк Россе         | Марк Россе Серхі Бругера       | Марсело Ріос Арно Боеч Хав'єр Санчес Андреа Гауденці                  |
| 10 липня | Hall of Fame Tennis Championships Ньюпорт (Род-Айленд), US ATP World Series Трава – $230,000 – 32S/16D                               | Давід Пріносіл 7–6(7–3), 5–7, 6–2               | Девід Вітон                  | Байрон Блек Деррік Ростаньйо   | Лоренс Тілеман Кріс Вілкінсон Тодд Вудбрідж Маркос Ондруска           |
| 10 липня | Hall of Fame Tennis Championships Ньюпорт (Род-Айленд), US ATP World Series Трава – $230,000 – 32S/16D                               | Єрн Ренценбрінк Маркус Цюкке 6–1, 6–2           | Пол Кілдеррі Нуно Маркес     | Байрон Блек Деррік Ростаньйо   | Лоренс Тілеман Кріс Вілкінсон Тодд Вудбрідж Маркос Ондруска           |
| 10 липня | Swedish Open Бостад, Швеція ATP World Series Ґрунт – $303,000 – 32S/16D Одиночний розряд – Парний розряд                             | Фернандо Мелігені 6–4, 6–4                      | Крістіан Рууд                | Кріс Ґоссенс Карлос Коста      | Марк-Кевін Гелльнер Фредерік Феттерлейн Томас Карбонелл Маґнус Норман |
| 10 липня | Swedish Open Бостад, Швеція ATP World Series Ґрунт – $303,000 – 32S/16D Одиночний розряд – Парний розряд                             | Ян Апелль Йонас Бйоркман 6–3, 6–0               | Джон Айрленд Ендрю Кратцманн | Кріс Ґоссенс Карлос Коста      | Марк-Кевін Гелльнер Фредерік Феттерлейн Томас Карбонелл Маґнус Норман |
| 17 липня | Mercedes Cup Штутгарт, Німеччина ATP Турнір Series Ґрунт – $915,000 – 48S/24D Одиночний розряд – Парний розряд                       | Томас Мустер 6–2, 6–2                           | Ян Апелль                    | Серхі Бругера Арно Боеч        | Томас Карбонелл Карл-Уве Штеб Альберт Коста Магнус Густафссон         |
| 17 липня | Mercedes Cup Штутгарт, Німеччина ATP Турнір Series Ґрунт – $915,000 – 48S/24D Одиночний розряд – Парний розряд                       | Томас Карбонелл Франсіско Ройг 3-6, 6-3, 6-4    | Елліс Феррейра Ян Сімерінк   | Серхі Бругера Арно Боеч        | Томас Карбонелл Карл-Уве Штеб Альберт Коста Магнус Густафссон         |
| 17 липня | Legg Mason Tennis Classic Washington, D.C., US ATP Турнір Series Тверде – $550,000 – 56S/28D Одиночний розряд – Парний розряд        | Андре Агассі 6–4, 2–6, 7–5                      | Стефан Едберг                | Тодд Мартін Патрік Рафтер      | Маурісіо Хадад Джейсон Столтенберг Патрік Макінрой Крістіано Каратті  |
| 17 липня | Legg Mason Tennis Classic Washington, D.C., US ATP Турнір Series Тверде – $550,000 – 56S/28D Одиночний розряд – Парний розряд        | Олів'є Делетр Джефф Таранго 1-6, 6-3, 6-2       | Петр Корда Цирил Сук         | Тодд Мартін Патрік Рафтер      | Маурісіо Хадад Джейсон Столтенберг Патрік Макінрой Крістіано Каратті  |
| 24 липня | Canadian Open Монреаль, Quebec, Канада ATP Турнір Series, Single-Week Тверде – $1,545,000 – 56S/28D Одиночний розряд – Парний розряд | Андре Агассі 3–6, 6–2, 6–3                      | Піт Сампрас                  | Матс Віландер Томас Енквіст    | Малівай Вашингтон Євген Кафельников Майкл Чанг Міхаель Штіх           |
| 24 липня | Canadian Open Монреаль, Quebec, Канада ATP Турнір Series, Single-Week Тверде – $1,545,000 – 56S/28D Одиночний розряд – Парний розряд | Євген Кафельников Андрій Ольховський 6–4, 6–4   | Браян Макфі Сендон Столл     | Матс Віландер Томас Енквіст    | Малівай Вашингтон Євген Кафельников Майкл Чанг Міхаель Штіх           |
| 24 липня | Dutch Open Амстердам, Нідерланди ATP World Series Ґрунт – $475,000 – 32S/16D Одиночний розряд – Парний розряд                        | Марсело Ріос 6–4, 7–5, 6–4                      | Ян Сімерінк                  | Карлос Коста Гільберт Шаллер   | Марсело Філіппіні Бернд Карбахер Богдан Уліграх Карел Новачек         |
| 24 липня | Dutch Open Амстердам, Нідерланди ATP World Series Ґрунт – $475,000 – 32S/16D Одиночний розряд – Парний розряд                        | Марсело Ріос Шенг Схалкен 7–6, 6–2              | Вейн Артурс Ніл Брод         | Карлос Коста Гільберт Шаллер   | Марсело Філіппіні Бернд Карбахер Богдан Уліграх Карел Новачек         |
| 31 липня | Austrian Open Кіцбюель, Австрія ATP World Series Ґрунт – $400,000 – 48S/24D Одиночний розряд – Парний розряд                         | Альберт Коста 4–6, 6–4, 7–6(7–3), 2–6, 6–4      | Томас Мустер                 | Гільберт Шаллер Бернд Карбахер | Шандор Носаль Альберто Берасатегі Андреа Гауденці Стефано Пескосолідо |
| 31 липня | Austrian Open Кіцбюель, Австрія ATP World Series Ґрунт – $400,000 – 48S/24D Одиночний розряд – Парний розряд                         | Франсіско Монтана Грег Ван Ембург 6-7, 6-3, 7-6 | Хорді Арресе Вейн Артурс     | Гільберт Шаллер Бернд Карбахер | Шандор Носаль Альберто Берасатегі Андреа Гауденці Стефано Пескосолідо |
| 31 липня | Skoda Czech Open Прага, Чехія ATP World Series Ґрунт – $340,000 – 32S/16D Одиночний розряд – Парний розряд                           | Богдан Уліграх 6–2, 6–2                         | Хав'єр Санчес                | Альберт Портас Ніклас Культі   | Марк Россе Карім Аламі Гастон Етліс Маріано Сабалета                  |
| 31 липня | Skoda Czech Open Прага, Чехія ATP World Series Ґрунт – $340,000 – 32S/16D Одиночний розряд – Парний розряд                           | Лібор Пімек Байрон Талбот 7–5, 1–6, 7–6         | Їржі Новак Давід Рікл        | Альберт Портас Ніклас Культі   | Марк Россе Карім Аламі Гастон Етліс Маріано Сабалета                  |
| 31 липня | Infiniti Open Los Angeles, CA, US ATP World Series Тверде – $303,000 – 32S/16D Одиночний розряд – Парний розряд                      | Міхаель Штіх 6–7(7–9), 7–6(7–4), 6–2            | Томас Енквіст                | Горан Іванишевич Якоб Гласек   | Маркос Ондруска Майкл Джойс Патрік Рафтер Олександр Волков            |
| 31 липня | Infiniti Open Los Angeles, CA, US ATP World Series Тверде – $303,000 – 32S/16D Одиночний розряд – Парний розряд                      | Брент Гейгарт Кент Кіннієр 6–4, 7–6             | Скотт Девіс Горан Іванишевич | Горан Іванишевич Якоб Гласек   | Маркос Ондруска Майкл Джойс Патрік Рафтер Олександр Волков            |

### Серпень
| Тиждень             | Турнір | Чемпіони                                    | Фіналісти                       | Півфіналісти                     | Чвертьфіналісти                                                  |
| ------------------- | --- | ------------------------------------------- | ------------------------------- | -------------------------------- | ---------------------------------------------------------------- |
| 7 серпня            | Thriftway ATP Championships Мейсон (Огайо), US ATP Турнір Series, Single-Week Тверде – $1,545,000 – 56S/28D Одиночний розряд – Парний розряд | Андре Агассі 7–5, 6–2                       | Майкл Чанг                      | Томас Енквіст Міхаель Штіх       | Ренцо Фурлан Горан Іванишевич Джим Кур'є Піт Сампрас             |
| 7 серпня            | Thriftway ATP Championships Мейсон (Огайо), US ATP Турнір Series, Single-Week Тверде – $1,545,000 – 56S/28D Одиночний розряд – Парний розряд | Тодд Вудбрідж Марк Вудфорд 6–2, 3–0 retired | Марк Ноулз Деніел Нестор        | Томас Енквіст Міхаель Штіх       | Ренцо Фурлан Горан Іванишевич Джим Кур'є Піт Сампрас             |
| 7 серпня            | Campionati Internazionali di San Marino Сан-Марино, Сан-Марино ATP World Series Ґрунт – $303,000 – 32S/16D                                   | Томас Мустер 6–2, 6–0                       | Андреа Гауденці                 | Стефано Пескосолідо Філіп Девулф | Адріан Войня Альберт Коста Дієго Наргісо Ктіслав Доседель        |
| 7 серпня            | Campionati Internazionali di San Marino Сан-Марино, Сан-Марино ATP World Series Ґрунт – $303,000 – 32S/16D                                   | Хорді Арресе Ендрю Кратцманн 7–6, 3–6, 6–2  | Пабло Альбано Федеріко Мордеган | Стефано Пескосолідо Філіп Девулф | Адріан Войня Альберт Коста Дієго Наргісо Ктіслав Доседель        |
| 14 серпня           | RCA Championships Індіанаполіс, IN, US ATP Турнір Series Тверде – $915,000 – 56S/28D Одиночний розряд – Парний розряд                        | Томас Енквіст 6–4, 6–3                      | Бернд Карбахер                  | Піт Сампрас Горан Іванишевич     | Андрій Медведєв Річі Ренеберг Жером Гольмар Альберто Берасатегі  |
| 14 серпня           | RCA Championships Індіанаполіс, IN, US ATP Турнір Series Тверде – $915,000 – 56S/28D Одиночний розряд – Парний розряд                        | Марк Ноулз Деніел Нестор 6-4, 6-4           | Скотт Девіс Тодд Мартін         | Піт Сампрас Горан Іванишевич     | Андрій Медведєв Річі Ренеберг Жером Гольмар Альберто Берасатегі  |
| 14 серпня           | Volvo International Нью-Гейвен (Коннектикут), CT, US ATP Турнір Series Тверде – $915,000 – 56S/24D Одиночний розряд – Парний розряд          | Андре Агассі 3–6, 7–6(7–2), 6–3             | Ріхард Крайчек                  | Матс Віландер Євген Кафельников  | Серхі Бругера Марк Россе Елберт Чанг Борис Бекер                 |
| 14 серпня           | Volvo International Нью-Гейвен (Коннектикут), CT, US ATP Турнір Series Тверде – $915,000 – 56S/24D Одиночний розряд – Парний розряд          | Рік Ліч Скотт Мелвілл 7-6, 6-4              | Леандер Паес Ніколас Перейра    | Матс Віландер Євген Кафельников  | Серхі Бругера Марк Россе Елберт Чанг Борис Бекер                 |
| 21 серпня           | Waldbaum's Hamlet Cup Лонг-Айленд, NY, US ATP World Series Тверде – $303,000 – 32S/16D Одиночний розряд – Парний розряд                      | Євген Кафельников 7–6(7–0), 6–2             | Ян Сімерінк                     | Марк Россе Ренцо Фурлан          | Мацуока Сюдзо Седрік Пйолін Малівай Вашингтон Тодд Вудбрідж      |
| 21 серпня           | Waldbaum's Hamlet Cup Лонг-Айленд, NY, US ATP World Series Тверде – $303,000 – 32S/16D Одиночний розряд – Парний розряд                      | Цирил Сук Даніель Вацек 5–7, 7–6, 7–6       | Рік Ліч Скотт Мелвілл           | Марк Россе Ренцо Фурлан          | Мацуока Сюдзо Седрік Пйолін Малівай Вашингтон Тодд Вудбрідж      |
| 21 серпня           | Croatia Open Umag Умаг, Хорватія ATP World Series Ґрунт – $375,000 – 32S/16D Одиночний розряд – Парний розряд                                | Томас Мустер 3–6, 7–6(7–5), 6–4             | Карлос Коста                    | Франсіско Клавет Андреа Гауденці | Хорді Арресе Магнус Густафссон Хав'єр Санчес Альберто Берасатегі |
| 21 серпня           | Croatia Open Umag Умаг, Хорватія ATP World Series Ґрунт – $375,000 – 32S/16D Одиночний розряд – Парний розряд                                | Луїс Лобо Хав'єр Санчес 6–4, 6–0            | Давід Екерот Ласло Марковіц     | Франсіско Клавет Андреа Гауденці | Хорді Арресе Магнус Густафссон Хав'єр Санчес Альберто Берасатегі |
| 28 серпня 4 вересня | Відкритий чемпіонат США з тенісу New York City, US Grand Slam Тверде – $4,282,400 – 128S/64D/32X Одиночний розряд – Парний розряд – Мікст    | Піт Сампрас 6–4, 6–3, 4–6, 7–5              | Андре Агассі                    | Борис Бекер Джим Кур'є           | Петр Корда Патрік Макінрой Майкл Чанг Байрон Блек                |
| 28 серпня 4 вересня | Відкритий чемпіонат США з тенісу New York City, US Grand Slam Тверде – $4,282,400 – 128S/64D/32X Одиночний розряд – Парний розряд – Мікст    | Тодд Вудбрідж Марк Вудфорд 6–3, 6–3         | Алекс О'Браєн Сендон Столл      | Борис Бекер Джим Кур'є           | Петр Корда Патрік Макінрой Майкл Чанг Байрон Блек                |
| 28 серпня 4 вересня | Відкритий чемпіонат США з тенісу New York City, US Grand Slam Тверде – $4,282,400 – 128S/64D/32X Одиночний розряд – Парний розряд – Мікст    | Метт Лусена Мередіт Макґрат 6–4, 6–4        | Цирил Сук Джиджі Фернандес      | Борис Бекер Джим Кур'є           | Петр Корда Патрік Макінрой Майкл Чанг Байрон Блек                |

### Вересень
| Тиждень    | Турнір                                                                                              | Чемпіони                                                     | Фіналісти                                  | Півфіналісти                          | Чвертьфіналісти                                                 |
| ---------- | --------------------------------------------------------------------------------------------------- | ------------------------------------------------------------ | ------------------------------------------ | ------------------------------------- | --------------------------------------------------------------- |
| 11 вересня | Romanian Open Бухарест, Румунія ATP World Series $1,350,000                                         | Томас Мустер 6–3, 6–4                                        | Гільберт Шаллер                            | Шандор Носаль Крістіан Рууд           | Арно Боеч Серхі Бругера Андреа Гауденці Хорді Арресе            |
| 11 вересня | Romanian Open Бухарест, Румунія ATP World Series $1,350,000                                         | Марк Кейл Джефф Таранго 6–4, 7–6                             | Цирил Сук Даніель Вацек                    | Шандор Носаль Крістіан Рууд           | Арно Боеч Серхі Бругера Андреа Гауденці Хорді Арресе            |
| 11 вересня | Club Colombia Open Богота, Колумбія ATP World Series $303,000                                       | Ніколас Лапентті 2–6, 6–1, 6–4                               | Мігель Тобон                               | Фернандо Мелігені Luis Adrian Morejon | Ернан Гумі Карім Аламі Марсело Ріос Альберто Берасатегі         |
| 11 вересня | Club Colombia Open Богота, Колумбія ATP World Series $303,000                                       | Їржі Новак Давід Рікл 7–6, 6–2                               | Стів Кемпбелл Малівай Вашингтон            | Фернандо Мелігені Luis Adrian Morejon | Ернан Гумі Карім Аламі Марсело Ріос Альберто Берасатегі         |
| 11 вересня | Grand Prix Passing Shot Бордо, Франція ATP World Series $375,000                                    | Яхія Думбіа 6–4, 6–4                                         | Якоб Гласек                                | Джейсон Столтенберг Ліонель Ру        | Горан Іванишевич Олів'є Делетр Гійом Рау Роналд Ейдженор        |
| 11 вересня | Grand Prix Passing Shot Бордо, Франція ATP World Series $375,000                                    | Саша Хіршзон Горан Іванишевич 6–3, 6–4                       | Генрік Гольм Денні Сепсфорд                | Джейсон Столтенберг Ліонель Ру        | Горан Іванишевич Олів'є Делетр Гійом Рау Роналд Ейдженор        |
| 18 вересня | Davis Cup Semifinals Лас-Вегас, US – hard Moscow, Росія – clay (i)                                  | Переможці півфіналів Сполучені Штати Америки 4-1 · Росія 3-2 | Переможені у півфіналах Швеція · Німеччина |                                       |                                                                 |
| 25 вересня | Campionati Internazionali di Sicilia Палермо, Італія ATP World Series Ґрунт – $303,000 – 32S/16D    | Франсіско Клавет 6–7(2–7), 6–3, 7–6(7–1)                     | Хорді Бурільйо                             | Ернан Гумі Омар Кампорезе             | Фабріс Санторо Томас Карбонелл Марк-Кевін Гелльнер Шенг Схалкен |
| 25 вересня | Campionati Internazionali di Sicilia Палермо, Італія ATP World Series Ґрунт – $303,000 – 32S/16D    | Алекс Корретха Фабріс Санторо 6–7, 6–4, 6–3                  | Гендрік Ян Давідс Піт Норвал               | Ернан Гумі Омар Кампорезе             | Фабріс Санторо Томас Карбонелл Марк-Кевін Гелльнер Шенг Схалкен |
| 25 вересня | Davidoff Swiss Indoors Базель, Швейцарія ATP World Series $975,000 Одиночний розряд – Парний розряд | Джим Кур'є 6–7(2–7), 7–6(7–5), 5–7, 6–2, 7–5                 | Ян Сімерінк                                | Борис Бекер Грег Руседскі             | Стефан Едберг Петр Корда Мартін Дамм Джейсон Столтенберг        |
| 25 вересня | Davidoff Swiss Indoors Базель, Швейцарія ATP World Series $975,000 Одиночний розряд – Парний розряд | Цирил Сук Даніель Вацек 3–6, 6–3, 6–3                        | Марк Кейл Петер Нюборґ                     | Борис Бекер Грег Руседскі             | Стефан Едберг Петр Корда Мартін Дамм Джейсон Столтенберг        |

### Жовтень
| Тиждень   | Турнір | Чемпіони                                          | Фіналісти                          | Півфіналісти                      | Чвертьфіналісти                                                       |
| --------- | --- | ------------------------------------------------- | ---------------------------------- | --------------------------------- | --------------------------------------------------------------------- |
| 2 жовтня  | Salem Open Kuala Lumpur Куала-Лумпур, Малайзія ATP World Series $389,250                                    | Марсело Ріос 7–6(8–6), 6–2                        | Марк Філіппуссіс                   | Крістіано Каратті Патрік Макінрой | Ріхард Крайчек Якко Елтінг Ренцо Фурлан Паул Гаргейс                  |
| 2 жовтня  | Salem Open Kuala Lumpur Куала-Лумпур, Малайзія ATP World Series $389,250                                    | Патрік Макінрой Марк Філіппуссіс 7–5, 6–4         | Грант Коннелл Патрік Гелбрайт      | Крістіано Каратті Патрік Макінрой | Ріхард Крайчек Якко Елтінг Ренцо Фурлан Паул Гаргейс                  |
| 2 жовтня  | Grand Prix de Tennis de Toulouse Тулуза, Франція ATP World Series $375,000 Одиночний розряд – Парний розряд | Арно Боеч 6–4, 6–7(5–7), 6–0                      | Джим Кур'є                         | Седрік Пйолін Марк Россе          | Кароль Кучера Даніель Вацек Філіп Девулф Джаред Палмер                |
| 2 жовтня  | Grand Prix de Tennis de Toulouse Тулуза, Франція ATP World Series $375,000 Одиночний розряд – Парний розряд | Йонас Бйоркман Джон-Лаффньє де Ягер 7–6, 7–6      | Дейв Ренделл Грег Ван Ембург       | Седрік Пйолін Марк Россе          | Кароль Кучера Даніель Вацек Філіп Девулф Джаред Палмер                |
| 2 жовтня  | Valencia Open Валенсія ATP World Series $203,000 Одиночний розряд – Парний розряд                           | Шенг Схалкен 6–4, 6–2                             | Гільберт Шаллер                    | Фелікс Мантілья Ернан Гумі        | Альберто Берасатегі Магнус Густафссон Річард Фромберг Томас Карбонелл |
| 2 жовтня  | Valencia Open Валенсія ATP World Series $203,000 Одиночний розряд – Парний розряд                           | Томас Карбонелл Франсіско Ройг 7–5, 6–3           | Том Кемперс Джек Вейт              | Фелікс Мантілья Ернан Гумі        | Альберто Берасатегі Магнус Густафссон Річард Фромберг Томас Карбонелл |
| 9 жовтня  | Tokyo Indoor Токіо, Японія ATP Турнір Series $895,000 Одиночний розряд – Парний розряд                      | Майкл Чанг 6–3, 6–4                               | Марк Філіппуссіс                   | Генрік Гольм Гендрік Дрекманн     | Олександр Волков Байрон Блек Ріхард Крайчек Горан Іванишевич          |
| 9 жовтня  | Tokyo Indoor Токіо, Японія ATP Турнір Series $895,000 Одиночний розряд – Парний розряд                      | Якко Елтінг Паул Гаргейс 7–6, 6–4                 | Якоб Гласек Патрік Макінрой        | Генрік Гольм Гендрік Дрекманн     | Олександр Волков Байрон Блек Ріхард Крайчек Горан Іванишевич          |
| 9 жовтня  | Tel Aviv Open Тель-Авів, Ізраїль ATP World Series $250,000 Одиночний розряд – Парний розряд                 | Ян Крошлак 6–3, 6–4                               | Хав'єр Санчес                      | Стефано Пескосолідо Девід Вітон   | Фредерік Феттерлейн Джаред Палмер Радомир Вашек Джейсон Столтенберг   |
| 9 жовтня  | Tel Aviv Open Тель-Авів, Ізраїль ATP World Series $250,000 Одиночний розряд – Парний розряд                 | Джим Грабб Джаред Палмер 6–4, 7–5                 | Кент Кіннієр Девід Вітон           | Стефано Пескосолідо Девід Вітон   | Фредерік Феттерлейн Джаред Палмер Радомир Вашек Джейсон Столтенберг   |
| 9 жовтня  | IPB Czech Indoor Острава, Чехія ATP World Series $375,000 Одиночний розряд – Парний розряд                  | Вейн Феррейра 3–6, 6–4, 6–3                       | Малівай Вашингтон                  | Патрік Кюнен Арно Боеч            | Йост Віннінк Патрік Рафтер Андрій Медведєв Йонас Бйоркман             |
| 9 жовтня  | IPB Czech Indoor Острава, Чехія ATP World Series $375,000 Одиночний розряд – Парний розряд                  | Йонас Бйоркман Хав'єр Франа 6–7, 6–4, 7–6         | Гі Форже Патрік Рафтер             | Патрік Кюнен Арно Боеч            | Йост Віннінк Патрік Рафтер Андрій Медведєв Йонас Бйоркман             |
| 16 жовтня | Grand Prix de Tennis de Lyon Ліон, Франція ATP World Series $575,000 Одиночний розряд – Парний розряд       | Вейн Феррейра 7–6(7–2), 5–7, 6–3                  | Піт Сампрас                        | Тодд Мартін Євген Кафельников     | Максім Юар Патрік Рафтер Давід Пріносіл Седрік Пйолін                 |
| 16 жовтня | Grand Prix de Tennis de Lyon Ліон, Франція ATP World Series $575,000 Одиночний розряд – Парний розряд       | Якоб Гласек Євген Кафельников 6–3, 6–3            | Джон-Лаффньє де Ягер Вейн Феррейра | Тодд Мартін Євген Кафельников     | Максім Юар Патрік Рафтер Давід Пріносіл Седрік Пйолін                 |
| 16 жовтня | CA-TennisTrophy Відень, Австрія ATP World Series $465,000 Одиночний розряд – Парний розряд                  | Філіп Девулф 7–5, 6–2, 1–6, 7–5                   | Томас Мустер                       | Тодд Вудбрідж Йонас Бйоркман      | Олександр Волков Міхаель Штіх Олег Огородов Джефф Таранго             |
| 16 жовтня | CA-TennisTrophy Відень, Австрія ATP World Series $465,000 Одиночний розряд – Парний розряд                  | Елліс Феррейра Ян Сімерінк 6–4 7–5                | Тодд Вудбрідж Марк Вудфорд         | Тодд Вудбрідж Йонас Бйоркман      | Олександр Волков Міхаель Штіх Олег Огородов Джефф Таранго             |
| 16 жовтня | Nokia Open Пекін, КНР ATP World Series $303,000 Одиночний розряд – Парний розряд                            | Майкл Чанг 7–5, 6–3                               | Ренцо Фурлан                       | Девід Нейнкін Мацуока Сюдзо       | Майкл Теббутт Леандер Паес Скотт Дрейпер Джанлука Поцці               |
| 16 жовтня | Nokia Open Пекін, КНР ATP World Series $303,000 Одиночний розряд – Парний розряд                            | Томмі Го Себастьян Ларо 7–6, 7–6                  | Дік Норман Фернон Вібір            | Девід Нейнкін Мацуока Сюдзо       | Майкл Теббутт Леандер Паес Скотт Дрейпер Джанлука Поцці               |
| 23 жовтня | Eurocard Open Ессен, Німеччина ATP Турнір Series, Single-Week $1,844,000 Одиночний розряд – Парний розряд   | Томас Мустер 7–6(8–6), 2–6, 6–3, 6–4              | Малівай Вашингтон                  | Арно Боеч Піт Сампрас             | Томас Енквіст Ріхард Крайчек Серхі Бругера Джим Кур'є                 |
| 23 жовтня | Eurocard Open Ессен, Німеччина ATP Турнір Series, Single-Week $1,844,000 Одиночний розряд – Парний розряд   | Якко Елтінг Паул Гаргейс 7-5, 6-4                 | Цирил Сук Даніель Вацек            | Арно Боеч Піт Сампрас             | Томас Енквіст Ріхард Крайчек Серхі Бругера Джим Кур'є                 |
| 23 жовтня | Hellmann's Cup Сантьяго, Чилі ATP World Series $203,750 Одиночний розряд – Парний розряд                    | Ктіслав Доседель 7–6(7–3), 6–3                    | Марсело Ріос                       | Ернан Гумі Альберт Коста          | Алекс Корретха Давід Рікл Маурісіо Хадад Шенг Схалкен                 |
| 23 жовтня | Hellmann's Cup Сантьяго, Чилі ATP World Series $203,750 Одиночний розряд – Парний розряд                    | Їржі Новак Давід Рікл 6–4, 4–6, 6–1               | Шелбі Кеннон Франсіско Монтана     | Ернан Гумі Альберт Коста          | Алекс Корретха Давід Рікл Маурісіо Хадад Шенг Схалкен                 |
| 30 жовтня | Paris Open Париж, Франція ATP Турнір Series, Single-Week $2,000,000 Одиночний розряд – Парний розряд        | Піт Сампрас 7–6(7–5), 6–4, 6–4                    | Борис Бекер                        | Джим Кур'є Вейн Феррейра          | Якоб Гласек Майкл Чанг Ріхард Крайчек Даніель Вацек                   |
| 30 жовтня | Paris Open Париж, Франція ATP Турнір Series, Single-Week $2,000,000 Одиночний розряд – Парний розряд        | Грант Коннелл Патрік Гелбрайт 6-2, 6-2            | Джим Грабб Тодд Мартін             | Джим Кур'є Вейн Феррейра          | Якоб Гласек Майкл Чанг Ріхард Крайчек Даніель Вацек                   |
| 30 жовтня | Topper Open Монтевідео, Уругвай ATP World Series $203,000 Одиночний розряд – Парний розряд                  | Богдан Уліграх 6–2, 6–3                           | Альберто Берасатегі                | Франсіско Клавет Хорді Бурільйо   | Карім Аламі Ернан Гумі Фернандо Мелігені Марсело Філіппіні            |
| 30 жовтня | Topper Open Монтевідео, Уругвай ATP World Series $203,000 Одиночний розряд – Парний розряд                  | Серхіо Касаль Еміліо Санчес Вікаріо 2-6, 7-6, 7-6 | Їржі Новак Давід Рікл              | Франсіско Клавет Хорді Бурільйо   | Карім Аламі Ернан Гумі Фернандо Мелігені Марсело Філіппіні            |

### Листопад
| Тиждень      | Турнір | Чемпіони                                                        | Фіналісти                     | Півфіналісти                                                         | Чвертьфіналісти                                                      |
| ------------ | --- | --------------------------------------------------------------- | ----------------------------- | -------------------------------------------------------------------- | -------------------------------------------------------------------- |
| 6 листопада  | Topper South American Open Буенос-Айрес, Аргентина ATP World Series $303,000 Одиночний розряд – Парний розряд | Карлос Моя 6–0, 6–3                                             | Фелікс Мантілья               | Їржі Новак Алекс Корретха                                            | Гало Бланко Альберто Берасатегі Ернан Гумі Еміліо Санчес Вікаріо     |
| 6 листопада  | Topper South American Open Буенос-Айрес, Аргентина ATP World Series $303,000 Одиночний розряд – Парний розряд | Вінс Спейдія Хрісто ван Ренсбург 6–3, 6–3                       | Їржі Новак Давід Рікл         | Їржі Новак Алекс Корретха                                            | Гало Бланко Альберто Берасатегі Ернан Гумі Еміліо Санчес Вікаріо     |
| 6 листопада  | Stockholm Open Стокгольм, Швеція ATP World Series $800,000 Одиночний розряд – Парний розряд                   | Томас Енквіст 7–5, 6–4                                          | Арно Боеч                     | Давід Пріносіл Річі Ренеберг                                         | Джим Кур'є Мікаель Тільстрем Магнус Ларссон Стефан Едберг            |
| 6 листопада  | Stockholm Open Стокгольм, Швеція ATP World Series $800,000 Одиночний розряд – Парний розряд                   | Якко Елтінг Паул Гаргейс 3–6, 6–2, 7–6                          | Грант Коннелл Патрік Гелбрайт | Давід Пріносіл Річі Ренеберг                                         | Джим Кур'є Мікаель Тільстрем Магнус Ларссон Стефан Едберг            |
| 6 листопада  | Kremlin Cup Moscow, Росія ATP World Series $1,125,000 Одиночний розряд – Парний розряд                        | Карл-Уве Штеб 7–6(7–5), 3–6, 7–6(8–6)                           | Даніель Вацек                 | Євген Кафельников Марк Россе                                         | Байрон Блек Олександр Волков Скотт Дрейпер Андрій Ольховський        |
| 6 листопада  | Kremlin Cup Moscow, Росія ATP World Series $1,125,000 Одиночний розряд – Парний розряд                        | Байрон Блек Джаред Палмер 6–4, 3–6, 6–3                         | Томмі Го Бретт Стівен         | Євген Кафельников Марк Россе                                         | Байрон Блек Олександр Волков Скотт Дрейпер Андрій Ольховський        |
| 13 листопада | ATP World Tour Championships Singles Франкфурт-на-Майні, Німеччина ATP Tour World Championships               | Борис Бекер 7–6(7–3), 6–0, 7–6(7–5)                             | Майкл Чанг                    | Томас Енквіст Піт Сампрас                                            | Євген Кафельников Вейн Феррейра Джим Кур'є Томас Мустер              |
| 20 листопада | ATP World Tour Championships Doubles Ейндговен, Нідерланди ATP Tour World Championships                       | Грант Коннелл Патрік Гелбрайт 7–6(8–6), 7–6(8–6), 3–6, 7–6(7–2) | Якко Елтінг Паул Гаргейс      | Semifinalists Тодд Вудбрідж / Марк Вудфорд Цирил Сук / Даніель Вацек | Semifinalists Тодд Вудбрідж / Марк Вудфорд Цирил Сук / Даніель Вацек |
| 27 листопада | Davis Cup Final Moscow, Росія – clay (i)                                                                      | Сполучені Штати Америки · 3–2                                   | Росія                         |                                                                      |                                                                      |

### Грудень
| Тиждень  | Турнір                                                | Чемпіони                            | Фіналісти   | Півфіналісти                  | Чвертьфіналісти                                     |
| -------- | ----------------------------------------------------- | ----------------------------------- | ----------- | ----------------------------- | --------------------------------------------------- |
| 6 грудня | Кубок Великого шлему Мюнхен, Німеччина Grand Slam Cup | Горан Іванишевич 7–6(7–4), 6–3, 6–4 | Тодд Мартін | Євген Кафельников Борис Бекер | Піт Сампрас Якко Елтінг Байрон Блек Андрій Медведєв |

## Рейтинг ATP
| 9 січня 1995 | 9 січня 1995        | 9 січня 1995 |
| #            | Тенісист            | Країна       |
| ------------ | ------------------- | ------------ |
| 1            | Піт Сампрас         | США          |
| 2            | Андре Агассі        | США          |
| 3            | Борис Бекер         | Німеччина    |
| 4            | Серхі Бругера       | Іспанія      |
| 5            | Горан Іванишевич    | Хорватія     |
| 6            | Майкл Чанг          | США          |
| 7            | Стефан Едберг       | Швеція       |
| 8            | Альберто Берасатегі | Іспанія      |
| 9            | Міхаель Штіх        | Німеччина    |
| 10           | Тодд Мартін         | США          |
| 11           | Джим Кур'є          | США          |
| 12           | Євген Кафельников   | Росія        |
| 13           | Вейн Феррейра       | ПАР          |
| 14           | Марк Россе          | Швейцарія    |
| 15           | Андрій Медведєв     | Україна      |
| 16           | Томас Мустер        | Австрія      |
| 17           | Магнус Ларссон      | Швеція       |
| 18           | Ріхард Крайчек      | Нідерланди   |
| 19           | Петр Корда          | Чехія        |
| 20           | Джейсон Столтенберг | Австралія    |

| 25 грудня 1995 | 25 грудня 1995    | 25 грудня 1995 | 25 грудня 1995 | 25 грудня 1995 | 25 грудня 1995 | 25 грудня 1995 |
| #              | Тенісист          | Країна         | Пункти         | Від            | До             | Зміна          |
| -------------- | ----------------- | -------------- | -------------- | -------------- | -------------- | -------------- |
| 1              | Піт Сампрас       | США            | 4842           | 1              | 2              | ▬              |
| 2              | Андре Агассі      | США            | 4765           | 1              | 2              | ▬              |
| 3              | Томас Мустер      | Австрія        | 4474           | 3              | 19             | ▲ 13           |
| 4              | Борис Бекер       | Німеччина      | 3325           | 3              | 5              | ▼ 1            |
| 5              | Майкл Чанг        | США            | 3211           | 4              | 8              | ▲ 1            |
| 6              | Євген Кафельников | Росія          | 2560           | 6              | 12             | ▲ 6            |
| 7              | Томас Енквіст     | Швеція         | 2505           | 7              | 53             | ▲ 46           |
| 8              | Джим Кур'є        | США            | 2471           | 7              | 15             | ▲ 3            |
| 9              | Вейн Феррейра     | ПАР            | 2144           | 6              | 15             | ▲ 4            |
| 10             | Горан Іванишевич  | Хорватія       | 1861           | 4              | 10             | ▼ 5            |
| 11             | Ріхард Крайчек    | Нідерланди     | 1756           | 10             | 18             | ▲ 7            |
| 12             | Міхаель Штіх      | Німеччина      | 1727           | 6              | 13             | ▼ 3            |
| 13             | Серхі Бругера     | Іспанія        | 1666           | 4              | 13             | ▼ 9            |
| 14             | Арно Боеч         | Франція        | 1530           | 14             | 60             | ▲ 23           |
| 15             | Марк Россе        | Швейцарія      | 1391           | 9              | 18             | ▼ 1            |
| 16             | Андрій Медведєв   | Україна        | 1386           | 12             | 20             | ▼ 1            |
| 17             | Магнус Ларссон    | Швеція         | 1334           | 10             | 18             | ▬              |
| 18             | Тодд Мартін       | США            | 1268           | 10             | 21             | ▼ 8            |
| 19             | Паул Гаргейс      | Нідерланди     | 1266           | 18             | 59             | ▲ 40           |
| 20             | Гільберт Шаллер   | Австрія        | 1256           | 17             | 58             | ▲ 38           |

## Статистична інформація

### Титули за тенісистами
- Томас Мустер (12)
- Андре Агассі (7)
- Томас Енквіст (5)
- Піт Сампрас (5)
- Євген Кафельников (4)
- Джим Кур'є (4)
- Вейн Феррейра (4)
- Майкл Чанг (4)
- Марсело Ріос (3)
- Борис Бекер (2)
- Ріхард Крайчек (2)
- Марк Россе (2)
- Мартін Сіннер (2)
- Богдан Уліграх (2)
- Альберто Берасатегі (1)
- Арно Боеч (1)
- Філіп Девулф (1)
- Ктіслав Доседель (1)
- Яхія Думбіа (1)
- Стефан Едберг (1)
- Паул Гаргейс (1)
- Франсіско Клавет (1)
- Альберт Коста (1)
- Ян Крошлак (1)
- Кароль Кучера (1)
- Ніколас Лапентті (1)
- Тодд Мартін (1)
- Патрік Макінрой (1)
- Андрій Медведєв (1)
- Фернандо Мелігені (1)
- Карлос Моя (1)
- Давід Пріносіл (1)
- Грег Руседскі (1)
- Шенг Схалкен (1)
- Хав'єр Франа (1)
- Маурісіо Хадад (1)
- Гільберт Шаллер (1)
- Карл-Уве Штеб (1)
- Міхаель Штіх (1)
- Тодд Вудбрідж (1)

## Зовнішні посилання
- Офіційний сайт ATP
- Офіційний сайт ITF